# Bracigovo
Bracigovo (búlgaro: Брацигово) é uma cidade da Bulgária, localizada no distrito de Pazardzhik. A sua população era de 4,452 habitantes segundo o censo de 2010.

## População
| Bracigovo | Bracigovo | Bracigovo | Bracigovo | Bracigovo | Bracigovo | Bracigovo | Bracigovo | Bracigovo | Bracigovo | Bracigovo | Bracigovo | Bracigovo | Bracigovo | Bracigovo | Bracigovo | Bracigovo | Bracigovo | Bracigovo | Bracigovo |
| --- | --------- | --------- | --------- | --------- | --------- | --------- | --------- | --------- | --------- | --------- | --------- | --------- | --------- | --------- | --------- | --------- | --------- | --------- | --------- |
| Ano | 1887      | 1910      | 1934      | 1946      | 1956      | 1965      | 1975      | 1985      | 1992      | 2001      | 2002      | 2003      | 2004      | 2005      | 2006      | 2007      | 2008      | 2009      | 2010      |
| População |           |           |           | 3,418     | 4,200     | 5,082     | 5,539     | 5,016     | 5,071     | 4,815     | 4,747     | 4,680     | 4,694     | 4,604     | 4,577     | 4,553     | 4,535     | 4,521     | 4,452     |
| Fontes: Instituto Nacional de Estatísticas, „citypopulation.de“, „pop-stat.mashke.org“, Bulgarian Academy of Sciences |           |           |           |           |           |           |           |           |           |           |           |           |           |           |           |           |           |           |           |